# Municipio de Jackson (condado de Geary)
El municipio de Jackson (en inglés: Jackson Township) es un municipio ubicado en el condado de Geary en el estado estadounidense de Kansas. En el año 2010 tenía una población de 59 habitantes y una densidad poblacional de 0,56 personas por km².

## Geografía
El municipio de Jackson se encuentra ubicado en las coordenadas 39°0′50″N 96°33′5″O / 39.01389, -96.55139. Según la Oficina del Censo de los Estados Unidos, el municipio tiene una superficie total de 104.52 km², de la cual 104,11 km² corresponden a tierra firme y (0,39 %) 0,41 km² es agua.

## Demografía
Según el censo de 2010, había 59 personas residiendo en el municipio de Jackson. La densidad de población era de 0,56 hab./km². De los 59 habitantes, el municipio de Jackson estaba compuesto por el 96,61 % blancos y el 3,39 % eran de una mezcla de razas. Del total de la población el 0 % eran hispanos o latinos de cualquier raza.